# João Paganella
João Valvite Paganella (Esmeralda, 10 de maio de 1932 – 22 de março de 2025) foi um advogado e político brasileiro.

## Vida
Filho de Vitório Paganella e de Leontina Borges da Cunha Paganella, bacharelou-se em direito pela Faculdade de Direito de Passo Fundo, em 1966.

## Carreira
Foi deputado à Câmara dos Deputados na 47ª legislatura (1983 — 1987), eleito pelo Partido Democrático Social (PDS).